# 大小 (日本刀)

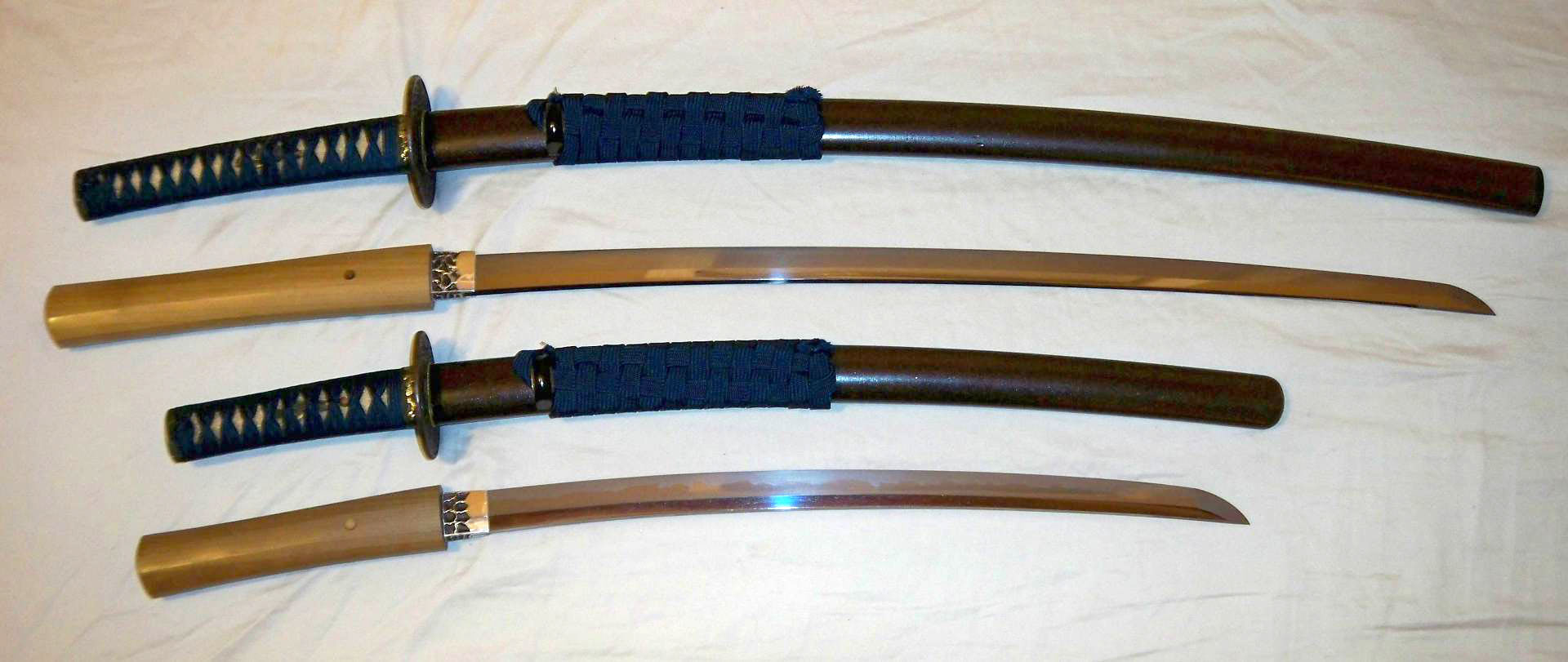
大小的配置

大小（日语：大小，平文式羅馬字：Daishō）是旧时日本武士佩戴的两把刀，因其大小不同而命名。广义上也可指配套使用的两把刀。

## 描述
大小的词源即大刀（だいとう，daitō）和小刀（しょうとう，shōtō）。其中大刀通常表现为武士刀，小刀则与大刀相配使用。